# Han Soo-ji
Han Soo-ji (in coreano 한수지; Jeonju, 1º febbraio 1989) è una pallavolista sudcoreana.
Gioca nel ruolo di centrale nelle Red Sparks.

## Carriera
La carriera di Han Soo-ji inizia nei tornei scolastici sudcoreani, giocando nel ruolo di palleggiatrice per la Jeonju Geunyoung Girls' High School; nel 2006 viene convocata per la prima volta in nazionale in occasione dei XV Giochi asiatici. Debutta in V-League nella stagione 2006-07 con la maglia delle KT&G Ariels, venendo premiata come miglior esordiente: dopo aver vinto la Coppa KOVO 2008, nel campionato 2009-10 si aggiudica invece il suo primo scudetto, insignita del premio di miglior palleggiatrice; con la nazionale vince la medaglia di bronzo alla Coppa asiatica 2010.
Nel campionato 2010-11 il suo club viene rinominato KGC Ginseng, vincendo in seguito lo scudetto 2011-12; con la nazionale invece vince la medaglia d'argento al campionato asiatico e oceaniano 2015. Nella stagione 2016-17 cambia ruolo, giocando come centrale e raggiungendo la finale di Coppa KOVO, dove viene premiata come Most Impressive Player; con la nazionale vince la medaglia di bronzo al campionato asiatico e oceaniano 2017.

## Palmarès

### Club
- Campionato sudcoreano: 2

2009-10, 2011-12
- Coppa KOVO: 1

2008

### Nazionale (competizioni minori)
- Coppa asiatica 2010

### Premi individuali
- 2007 - V-League: Miglior esordiente
- 2010 - V-League: Miglior palleggiatrice
- 2016 - Coppa KOVO: Most Impressive Player